# Canavalia molokaiensis
Canavalia molokaiensis là một loài thực vật có hoa trong họ Đậu. Loài này được Degener & al. miêu tả khoa học đầu tiên.